# خليج شاواميغان

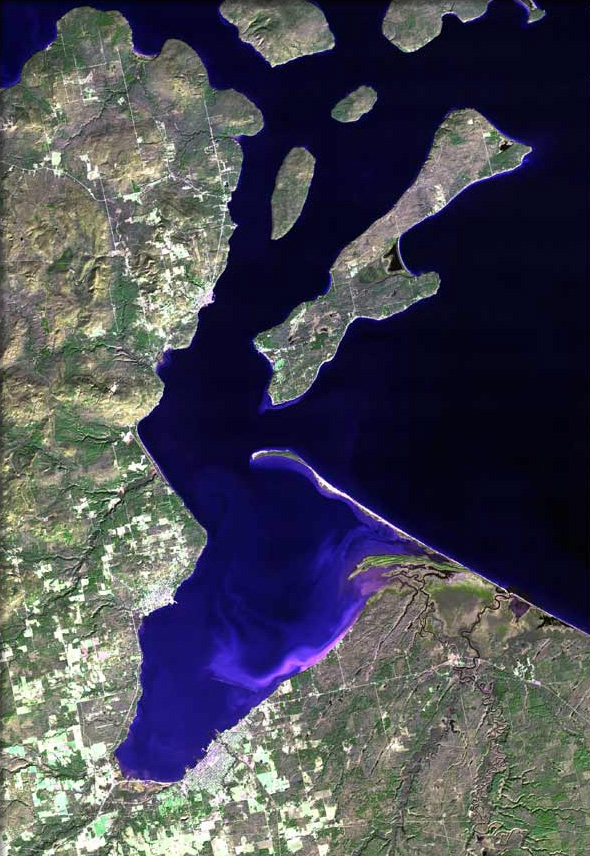
صورة فضائية لخليج شاواميغان

خليج شاواميغان (/ʃəˈwɑːməɡən/ shə-WAH-mə-gən) (ينطق بـ شاواميغان، شاواهميغان) هو خليج يمتد من بحيرة سوبيريور، يبلغ طوله 12 ميلًا (19 كيلومتر) ويبلغ عرضه ما يقارب 2- 6 أميال (10 كيلومترات) ويقع في الشمال الأقصى لولاية ويسكونسن الأمريكية على مقاطعتيّ آشلاند وباي فيلد.

## التاريخ
في منتصف القرن السابع عشر، أُكتشفت في ذلك المكان قرية للسكان الأصليين تسمى بـ (شاواميغان). أكتشفها اللاجئون بوتن وهورن وأوتاوا، الذين هربوا من الحروب البيفيرية واحتلال الإراكواي من الشرق عام 1649. ثم قَدِمت قبيلة الاوجيبواي للتجارة ولكنهم، طبقًا للأدلة الأثرية، لم يكونوا من أوائل المستعمرين لتلك المنطقة.
تُعرف نهاية الخليج بأول موقع سكنيّ في ويسكونسن الحديثة يحتله الأوروبيون. وفي حوالي عام 1658 بنى تاجرا الفراء الفرنسيان ميدارد ديس غروسيليرز وبيير-ايسبيرت راديسون كوخًا في مكان ما على الساحل الغربي للخليج. سكن الخليج تُجارٌ آخرون بين عاميّ 1660 و 1663 وفي ربيع عام 1661 زاره الأب رينيه مينارد، الذي يعد أول مبشر يسوعي للشمال الغربي. وفي عام 1665 بنى الأب كلود أليز كنيسةً قرب النهاية الجنوب غربية للخليج. وفي عام 1669 قَدِم خليفته الأب جاك ماركيت وبقي فيها مدة عامين. بنى بيير ليسور حِصنًا في أكبر جزيرة تقع في مقدمة الخليج (تُعرف الآن بجزيرة مادلين) ولكن هجر الفرنسيون هذا الحصن قبل نهاية القرن السابع عشر.
في عام 1718 بُني حصنٌ فرنسي يسمى بـ«لا بوينت» على جزيرة يعمل فيها التاجر «لويس دينيس دو لا روند» في تجارة الفراء والتنقيب عن النحاس. حظي الحصن بالحماية الفرنسية حتى عام 1759 أثناء حرب السنوات السبع (تُعرف أيضًا بالحرب الهندية والفرنسية والتي وقعت في أمريكا الشمالية). يعد ألكساندر هنري الأكبر أول تاجر إنجليزي يُتاجر في هذا المكان البعيد، أنشأ شريكه الفرنسي جين بابتيست كادوت محطةً تجاريةً دائمة في ذلك المكان.
في عام 1818 أتى التاجران الماساتشوستسيان ليمان وترومان وورين. تزوج الأخوان حفيدات جين بابتست كادوت من ابنه تاجر الفراء مايكل كادوت.
أورَثَ مايكل ثروته للأخوين وورين فأصبحا الأمريكيين اللذان احتكرا تجارة الفراء في المنطقة. توفي ترومان وورين مبكرًا، وبقي أخاه ليمان في منزله في «لا بونيت» حتى توفيَّ عام 1847.
نشأت خلال مطلع القرن التاسع عشر قرية قريبة من المحطة التجارية، أنشأها تجار الفراء والبحّارة المتقاعدون. امتلكت شركة الفراء الأمريكية المملوكة لـرجل الأعمال جون جيكوب أسنور محطةً تجارية عملت لسنواتٍ عديدة في هذا المكان. ثم نشأت في عام 1831 أول بعثة بروتستانتية في ويسكونسن.

### أصل التسمية

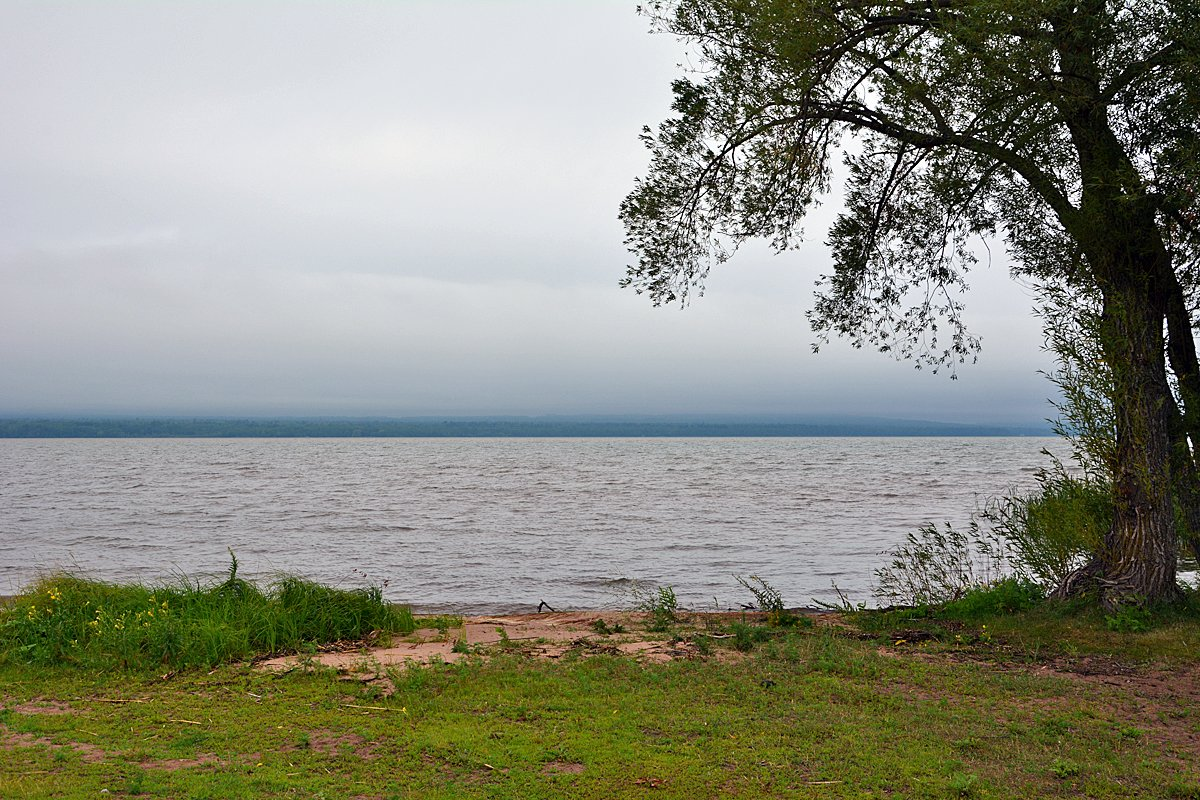
خليج شاواميغان بالقرب من مقاطعة آشلاند

يعود أصل كلمة شاواميغان للغة الاوجيبواي وهي مشتقة من كلمة «شاواميغونغ» والتي تعد نقل حرفيّ في الفرنسية من كلمتيّ «زاقاوامياكونغ أو جاجاواميكيونغ» في اللغة الأوجيبواية، وتعني «موقع المياه الضحلة؛ على المياه الضحلة؛ قطعة اليابسة المتداخلة مع الماء».

## الجغرافيا
يقع الجزء الأكبر من خليج شاواميغان داخل حدود شاواميغان بوينت وجزيرة لونق ويحدها من الشرق محمية باد ريفر للأمريكيين الأصليين. ويحدها من الجنوب مقاطعة آشلاند ومن الشمال مقاطعة واشبيرن الواقعتان في ولاية ويسكونسن. تقع معظم غابات شاواميغان الوطنية والتي تبلغ مساحتها 850,000 هكتارًا (3,440 كيلو متر مربع) في الجزء الجنوبي والغربي منها. تعد منارة كاسر أمواج أشلاند هاربر، والتي تُعرف بـ«منارة كاسر أمواج آشلاند»، المنارة التشغيلية في الخليج.